# Argiope probata
Argiope probata là một loài nhện trong họ Araneidae.
Loài này thuộc chi Argiope. Argiope probata được William Joseph Rainbow miêu tả năm 1916.